# Korábské schody

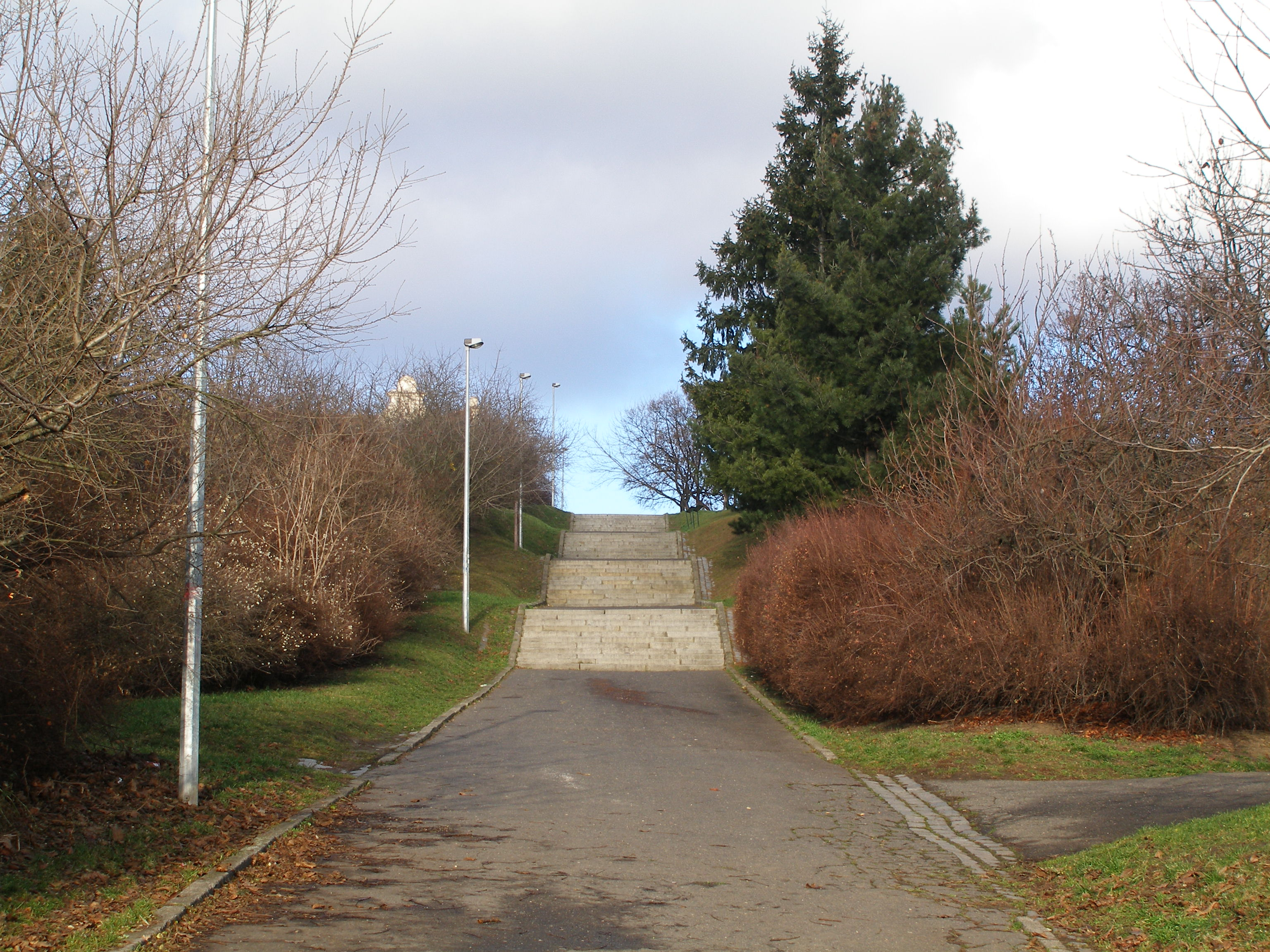
Korábské schody v roce 2011 (pohled od jihu)

Korábské schody nebo také Libeňské schody jsou betonového schodiště v které leží v Praze 8 v městské části Libeň a celé se nacházejí na západní straně Parku Pod Korábem. Schody propojují od jihu na sever ulice Kandertova a Krejčího. Na jižním konci na ulici navazuje podchod železniční tratě a Povltavské ulice, který ústí do ulice Na Košince. Severním zakončením v ulici Krejčího, volně navazuje na areál Fakultní nemocnice Bulovka. Z rozhodnutí Prahy 8 tvoří schody od roku 2009 samostatnou ulici Korábské schody.
V roce 2021 bylo schodiště ve špatném technickém stavu.

## Historie
Důvod a období vzniku schodiště byly po dlouhou dobu neznámé. Neověřené zprávy od místních usedlíků jsou, že je nechal vybudovat podnikatel Grab, který postavil Park košinka a k němu vycházkovou cestu od Grabovy vily. Cestou rád chodil se svými dětmi. Tato "Grábova cesta" (jak jí nazývají místní) také sloužila jeho zaměstnancům z přilehlé továrny v ulici Na Košince pro oddych a procházkám v parku.